# Margareta I av Anjou
Margareta av Anjou, född 1272, död 31 december 1299, var en fransk prinsessa, regerande grevinna av Anjou och Maine mellan 1290 och 1299, dotter till Karl II av Neapel och Maria Arpad av Ungern, och gift 1290 med den franske prinsen, greve Karl av Valois.